# Cantó de Château-Chinon (Ville)
El cantó de Château-Chinon (Ville) és un cantó francès del departament del Nièvre, situat al districte de Château-Chinon (Ville). Té 15 municipis i el cap és Château-Chinon (Ville).
El nom de Château-Chinon(Ville), que històricament s'havia escrit sense espai entre Chinon i el parèntesi, va ser esmenat el 2009 pel Code officiel géographique amb l'afegit de l'espai en el nom.

## Municipis
- Arleuf
- Blismes
- Château-Chinon (Campagne)
- Château-Chinon (Ville)
- Châtin
- Corancy
- Dommartin
- Fâchin
- Glux-en-Glenne
- Lavault-de-Frétoy
- Montigny-en-Morvan
- Montreuillon
- Saint-Hilaire-en-Morvan
- Saint-Léger-de-Fougeret
- Saint-Péreuse

## Història
| Data d'elecció                           | Identitat         | Partit          | Qualitat |
| ---------------------------------------- | ----------------- | --------------- | -------- |
| 1945-1970                                | Léon Bondoux      | SFIO            |          |
| 1970-2001                                | René-Pierre Signé | CIR, després PS |          |
| 2001-                                    | Henri Malcoiffe   | PS              |          |
| les dades anteriors no són pas conegudes |                   |                 |          |
|                                          |                   |                 |          |

## Demografia
| A partir de 1990: Població sense dobles comptes |